# Ivan Krstitelj Chautard
Ivan Krstitelj Chautard, O.C.R., francuski Jean-Baptiste Chautard, krsnog imena Gustave-Auguste-Philogène Chautard, (Briançon, 12. ožujka 1858. − Cîteaux, 29. rujna 1935.), krštenim imenom Gustav, francuski duhovni pisac, teolog

## Životopis
Rođen je 12. ožujka 1858. u Briançonu, u Francuskoj. Već sa sedamnaest godina osjetio je poziv za monaški život. 1877. odlazi u trapističku cistercitsku opatiju u Aiguebelleu, gdje prima novački habit i ime Ivan Krstitelj (fra. Jean-Baptiste). Prve zavjete polaže 1879., u dobi od dvadeset i jedne godine. Nakon studija filozofije, teologije i drugih znanosti prima svećeničko ređenje 1884. godine. Za opata opatije u Chambarandu izabran je 1897., a za opata Sept-Fonsa 1899. Svojim životom i djelovanjem dao je snažan poticaj obnovi monaškoga života. Dugi niz godina bio je duhovni vođa mnogim osobama. Svoje čuveno djelo Duša svakog apostolata, koje je ubrzo postalo klasikom duhovne literature, napisao je 1907. godine. Napisao je i djelca o molitvi i liturgiji Načela i upute za nutarnji život i o duhovnom životu i plodovima koji iz njega proizlaze posvetimo li se njegovoj izgradnji  O plodnostima nutarnjeg života. Umro je 1935. godine.
Za života trpio progone od rastućeg antiklerikalizma u Francuskoj. Otvoreni protivnik Katoličke Crkve Georges Clemenceau je između ostaloga je 1901. smislio i zakon o zabrani katoličkih redovničkih zajednicâ i samostanâ, dopustivši samo one koji su uspjeli dokazati da su »društveno koristni« po njegovoj mjeri. Trapistički opat Dom Jean-Baptiste (Gustave) Chautard(1858. – 1935.) iz Sept-Fonsa, u srednjoj Francuskoj, i sam dijete oca antiklerikalca, uspio je oprijeti mu se, ali je sa svojim redovnicima punih 14 godina bio stalno izložen raznim zlostavljanjima. Čak je bio bačen i u tamnicu.

## Djela
Duša svakog apostolata je klasik duhovnosti. Govori o tajni uspjeha svakoga kršćanskoga djelovanja, a to je povezanost s Kristom. Ova je knjiga o apostolatu u vrijeme kad se pojavila, u prvoj polovini dvadesetoga stoljeća, bila pravo otkriće, poziv na produbljenje nutarnjega života kao nužnoga preduvjeta svakoga apostolskog rada, svake zajedničke katoličke aktivnosti. Stoga je bila iznimno dobro prihvaćena i u kratkom roku prevedena na mnoge svjetske jezike, svrstavši se u klasike duhovne literature. Duša svakog apostolata bila je omiljeno štivo pape sv. Pija X. Neprestano se nalazila na njegovu noćnom ormariću i svakom ju je preporučivao. I tijekom dvadesetoga stoljeća tu je knjigu preporučivalo više papa, ističući njezinu trajnu aktualnost.
 

Preporučivao ju je papa Benedikt XV. 1915. Papa Benedikt XVI. 15. rujna 2008. u Lourdesu izjavio je:

## Vanjske poveznice
- WorldCat
- Jean-Baptiste Chautard in der Biographia Cisterciensis